# ميتشال بيليك
ميتشال بيليك (بالتشيكية: Michal Bílek)‏ (13 أبريل 1965 في براغ، تشيكوسلوفاكيا) لاعب كرة قدم تشيكي معتزل كان يجيد اللعب في مركز الجناح الأيمن وحاليا مدرب منتخب التشيك.

## روابط خارجية
- ميتشال بيليك على موقع الاتحاد الدولي (مؤرشف)  (الإنجليزية)
- ميتشال بيليك على موقع الاتحاد الأوربي (الإنجليزية)
- ميتشال بيليك على موقع الاتحاد التشيكي (الإنجليزية)
- ميتشال بيليك على موقع قاعدة بيانات كرة القدم.إي يو (الإنجليزية)
- ميتشال بيليك على موقع ناشيونال فوتبول تيمز (الإنجليزية)
- ميتشال بيليك على موقع Soccerway.com (الإنجليزية)
- ميتشال بيليك على موقع عالم كرة القدم.نت (الإنجليزية)